# Eureka Seven - Il film: Good Night, Sleep Tight, Young Lovers
Eureka Seven - Il film: Good Night, Sleep Tight, Young Lovers, lett. "Buona notte, sogni d'oro, giovani amanti", conosciuto in Giappone come Kōkyōshihen Eureka Seven - Poketto ga niji de ippai (交響詩篇エウレカセブン ポケットが虹でいっぱい? lett. "Salmi sinfonici Eureka Seven - Le tasche sono piene di arcobaleno"), è un film d'animazione del 2009 diretto da Tomoki Kyoda.
Il film rappresenta una storia alternativa a quella narrata dalla serie animata Eureka Seven.
Il film è stato annunciato durante il Tokyo Anime Fair 2008 e uscito in Giappone il 25 aprile 2009.
In Italia è stato pubblicato da Kazé in DVD e in Blu-ray il 7 dicembre 2011. L'edizione italiana presenta un cast di voci diverso da quello usato nella serie televisiva essendo stato doppiato a Milano invece che a Roma.

## Trama
La razza umana è in lotta da mezzo secolo contro misteriose forme di vita denominate "Image". Nell'anno 2054 il giovane Renton Thurston entra a far parte dell'equipaggio della Gekko-Go, la corazzata della 303ª Unità Indipendente dell'Esercito di Liberazione dell'Umanità. La prima missione ufficiale che deve affrontare, pilotando il suo Nirvash, consiste nel recuperare un soggetto sperimentale estremamente importante per l'esercito. Con suo grande stupore, Renton scopre presto che il soggetto altri non è che Eureka, una ragazza con cui era molto legato durante la sua infanzia.
Ci sono però molte altre cose di cui Renton è all'oscuro, e sia lui che Eureka non sanno che il loro rapporto influenzerà il destino del mondo intero. Dopo aver recuperato Eureka, Renton scopre che il Gekko-State ha tradito l'esercito per dirigersi in un'altra dimensione dove il tempo è congelato. Holland spiega a Renton che tutti i membri del Gekko-State hanno l'età di 17 anni e che sono affetti da una grave malattia che potrebbe ucciderli da un momento all'altro. Holland spera di convincerlo ad unirsi a lui, ma Renton ribatte dicendo che non gli importa niente di quello che succederà al Gekko-State.
Holland dice a Hap che Renton non li aiuterà volontariamente, così Hap propone di usare un siero della verità su Renton così da condizionarlo. Holland inizialmente contrario ad usare questo sistema perché non vuole fare del male ad un bambino, alla fine si convince, senza sapere che Eureka ha sentito tutto e decide di liberare Renton. Il ragazzo però non vuole lasciare Eureka da sola con il Gekko-State, la porta con sé ed esce con il Nirvash attivando il Seven Swell e distruggendo tutti i KLF.
Renton minaccia di distruggere la Gekko-go con il Nirvash ma Holland gli propone di venire a NeverLand dove il tempo è congelato e Renton accetta la proposta.
Nel frattempo l'esercito scopre a sue spese che alcuni KLF (gli archetipi) si distruggono da soli. Anche i KLF del Gekko-state si stanno distruggendo ed Eureka tenta di far ragionare il Nirvash, ma invano.